# پیتر هادوت
پیتر هادوت (انگلیسی: Peter Hudnut؛ زادهٔ february ۱۶, ۱۹۸۰ (۴۵ سال)) ورزشکار واترپلو اهل ایالات متحده آمریکا است.
وی در مسابقات کشوری و بین‌المللی در مجموع برندهٔ ۱ مدال طلا، ۱ مدال نقره شده‌است.